# پل (فیلم ۲۰۰۶)
«پل» (انگلیسی: The Bridge (2006 drama film)) یک فیلم است که در سال ۲۰۰۶ منتشر شد.